# 綠亞爾 (多馬尼夫卡市鎮)
47°41′34″N 31°0′49″E / 47.69278°N 31.01361°E
绿亞爾（烏克蘭語：Зелений Яр），是烏克蘭南部尼古拉耶夫州沃茲涅先斯克區多马尼夫卡市镇的村落。面積1.63平方公里，海拔高度44米，2001年人口904，人口密度每平方公里554.6人。